# Lángoló jég
A Lángoló jég (On Deadly Ground) 1994-ben bemutatott amerikai akció-kalandfilm, melyet Steven Seagal rendezett. Seagal – akinek ez volt az első és egyetlen filmrendezése – társproducere és főszereplője is a környezetvédelmi témájú filmnek. A további főbb szerepekben Michael Caine, Joan Chen, John C. McGinley, R. Lee Ermey, Kenji Nakano és Billy Bob Thornton látható.
Az Amerikai Egyesült Államokban 1994. február 18-án bemutatott film bevételi szempontból megbukott (bár a bemutató hetében bevételi rekordot döntött az amerikai mozikban) és a filmkritikusoktól is kedvezőtlen kritikákat kapott. A 15. Arany Málna-gálán hat kategóriában jelölték.

## Cselekmény
Az Aegis olajvállalat számos fúrótornyot üzemeltet Alaszkában. Hogy csökkentsék a költségeket és be tudják tartani a határidőket, a vállalat rossz minőségű alkatrészeket használ, melyek veszélyt jelentenek a környezet épségére és hamarosan tüzet okoznak az egyik toronyban. Az olajtüzek specialistája, Forrest Taft sikeresen elolt egy kigyulladt olajfúrót. Munkatársa, Hugh Palmer tisztában van a történtek valódi hátterével és Taft is gyanakodni kezd a nagyvállalatra. A számítógépes adatok között bizonyítékokat is talál a visszaélésekre. A vállalat gátlástalan és pénzéhes vezérigazgatójának, Michael Jenningsnek (Michael Caine) szemet szúr a két férfi vizsgálódása, ezért megbízza embereit, MacGrudert és Ottót, végezzenek velük.
MacGruder és Otto otthonában megkínozza és megöli Palmert, Taftnak pedig csapdát állítanak, melyben egy hatalmas robbanást követően Taft látszólag életét veszti. Valójában súlyos sérülésekkel ugyan, de túléli a merényletet és egy alaszkai indián törzs főnökének, Silooknak a lánya, Masu (Joan Chen) menti meg az életét.
Jennings emberei nem találnak rá Taft földi maradványaira, ezért Jennings feltételezi, hogy a férfi még életben van. Silook törzse ápolja a sebesült Taftot, aki az indiánok körében spirituális belső utazáson megy keresztül, felépülése után elhagyja a tábort és megfogadja: leállítja az olajcég környezetre veszélyes tevékenységét. Jennings emberei eljutnak Silook falujába, de a törzsfőnök nem hajlandó elárulni Taft hollétét, ezért a cég emberei végeznek vele. Egy New Orleans-i zsoldoscsapatot küldenek Taft után, melyet Stone vezet. Masu segítségével Taft (aki komoly tudással rendelkezik a lőfegyverek és a robbanószerek területén) eljut az Aegis 1 olajfinomítóba. Jennings emberei képtelenek megállítani, a küzdelem során MacGruder, Otto és Liles, Jennings asszisztense is életét veszti. Taft és Masu rátalál Jenningsre, a cégvezető végül belefullad a saját olajába, az Aegis 1-gyel pedig robbanások sorozata végez.
A film végén Taft az alaszkai parlamentben az egybegyűltek előtt beszédet tart az olajszennyezések veszélyeiről, a környezetet veszélyeztető nagyvállalatokról, illetve az alternatív energiaforrások alkalmazásának lehetőségeiről.

## Szereplők

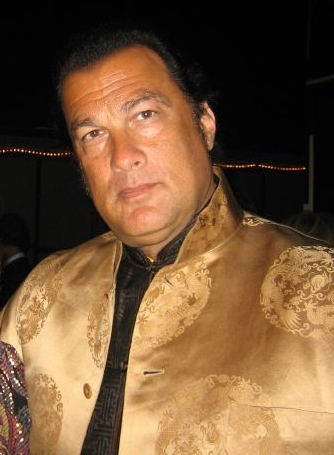
Steven Seagal, a film rendezője, társproducere és főszereplője

| Színész            | Szereplő         | Magyar hang       |
| ------------------ | ---------------- | ----------------- |
| Steven Seagal      | Forrest Taft     | Forgács Péter     |
| Michael Caine      | Michael Jennings | Fülöp Zsigmond    |
| Joan Chen          | Masu             | Bíró Anikó        |
| John C. McGinley   | MacGruder        | Rosta Sándor      |
| R. Lee Ermey       | Stone            | Varga Tamás       |
| Shari Shattuck     | Liles            | Farkasinszky Edit |
| Billy Bob Thornton | Homer Carlton    | Markovics Tamás   |
| Richard Hamilton   | Hugh Palmer      | Dobránszky Zoltán |

## Fogadtatás

### Bevételi adatok
Habár a nyitó hétvégén a film rekordot döntött a jegypénztárnál (12 679 573 dolláros bevétellel), az összbevétel az Egyesült Államokban csupán 38 590 458 dollár volt, mely nem érte el a film kb. 50 millió dolláros előállítási költségének összegét sem.

### Kritikai visszhang
A film 9%-on áll a Rotten Tomatoes nevű, filmes kritikákat összegyűjtő weboldalon.

### Arany Málna díjak
A Lángoló jég a 15. Arany Málna-gálán hat kategóriában kapott Arany Málna-jelölést (beleértve a legrosszabb filmnek, rendezésnek, férfi és női főszereplőnek, valamint forgatókönyvnek járó díjat), Seagal végül a legrosszabb rendezőnek járó díjat nyerte meg.
| Díj             | Kategória                    | Jelölt                                                         | Eredmény |
| --------------- | ---------------------------- | -------------------------------------------------------------- | -------- |
| Arany Málna díj | Legrosszabb női főszereplő   | Joan Chen                                                      | Jelölve  |
| Arany Málna díj | Legrosszabb férfi főszereplő | Steven Seagal                                                  | Jelölve  |
| Arany Málna díj | Legrosszabb rendező          | Steven Seagal                                                  | Elnyerte |
| Arany Málna díj | Legrosszabb film             | Steven Seagal                                                  | Jelölve  |
| Arany Málna díj | Legrosszabb film             | A. Kitman Ho                                                   | Jelölve  |
| Arany Málna díj | Legrosszabb film             | Julius R. Nasso                                                | Jelölve  |
| Arany Málna díj | Legrosszabb forgatókönyv     | Ed Horowitz                                                    | Jelölve  |
| Arany Málna díj | Legrosszabb forgatókönyv     | Robin U. Russin                                                | Jelölve  |
| Arany Málna díj | Legrosszabb „eredeti” dal    | "Under the Same Sun" (Mark Hudson Klaus Meine Bruce Fairbairn) | Jelölve  |

## A populáris kultúrában
A South Park című amerikai animációs sorozat Netmentesen című, 2008-ban bemutatott epizódjának egyik jelenete Steven Seagal filmbéli beszédét parodizálja ki.

## Fordítás
- Ez a szócikk részben vagy egészben  az   On Deadly Ground című angol Wikipédia-szócikk fordításán alapul.  Az eredeti cikk szerkesztőit annak laptörténete sorolja fel. Ez a jelzés csupán a megfogalmazás eredetét és a szerzői jogokat jelzi, nem szolgál a cikkben szereplő információk forrásmegjelöléseként.